# Василије Трбић
Василије Трбић (Бијело Брдо, 1881 — 1962) био је српски четнички војвода активан у Старој Србији и касније политичар у југословенској држави.

## Биографија

### Младост
Пореклом је био Србин из Славоније, рођен у Бијелом Брду код Даља 1881. године. Школовао се у родном крају, затим у Србији. Хтео је да буде монах у Хиландару, где се запутио. Тамо су 1902. године убијени неки егзархијски калуђери, и он је морао да бежи из Свете горе. Напустио је монаштво (раскалуђер) намеравајући да стигне у Србију. Добио је у Солуну у унијатском манастиру световно одело и са лажним француским пасошем стигао до Атине. Када је дошао у Београд ту се упознао с Милорадом Гођевцем, Луком Ћеловићем и Јованом Атанацковићем и решио да оде у Стару Србију као четник.

### Четовање
Извршио је организацију Пчиње 1903. године и тамо ликвидирао локалног зулумћара Шериф бега код Манастира Прохор Пчињски. Бива ухапшен и осуђен на смрт, али убрзо и помилован.
Као други четовођа кренуо је са четвртом комитском четом из Београда ка Дримколу. Године 1904/1905. одлази у Дримкол да смени војводу Јована Дримколског али убрзо, због убиства четника због недисциплине улази у сукоб са локалним четничким одборима са Анђелком Крстићем између осталих. Одлази у велешки Азот где постаје "велешки" војвода. Учествовао је чувеној борби у Челопеку марта 1906. године, када је од многобројнијег турског непријатеља погинуло двадесетак српских комита. Водио је борбе на смилевском вису код Небрегова, али најзначајнију борбу је водио код села Дренова на Вардару 1907, где је са војводом Јованом Бабунским уништио чету бугарског војводе Стевана Димитрова. Овом битком и увођењем Дренова спојене су у оквиру српске организације две обале Вардара. Победа је сматрана коначном иако то није била па је овековечена песмом Спрем'те се, спрем'те, четници.

### Ослободилачки ратови
У Првом балканском рату борио се у одреду Војводе Вука, који је деловао испред фронта српске Прве армије. Борили су се код Куманова и Овчјег Поља. Извршио је напад и бројне диверзије у турској позадини. Код Куманова је његова чета учинила велико јунаштво а он био рањен. Његови четници први су ушли у Велес и Прилеп. За време Првог светског рата први се авионом спустио у позадину аустријске, немачке и бугарске војске. Остајао је на терену по пола године и враћао се у Солун са извештајем о непријатељу. Добио је од краља Александра Карађорђеву звезду са мачевима.

### Каснији живот
После Балканских ратова, населио се у Велесу и за време бугарске владе (1915-1918) Бугари су му убили оца.
Његово име се у међуратном периоду среће неколико пута у вези са нечасним пословима и судом. Сведочио је 1917. године у Солунском процесу, против Богдана Раденковића и осталих оптуженика. Касније је био народни посланик и директор једног листа у југословенској држави. Сведочио је 1929. године током суђења атентатору Пуниши Рачићу, због напада хрватске вође Стјепана Радића и другове. Суђено му је јула 1936. године као саучеснику у групи атентатора (Арнаутовић и други), који су покушали напад на председника југословенске владе др Милана Стојадиновића, осуђен је на четири године робије и исто толико губитка часних права.